# Kranjci (żupania primorsko-gorska)
Kranjci – wieś w Chorwacji, w żupanii primorsko-gorskiej, w mieście Čabar. W 2011 roku liczyła 4 mieszkańców.